# 土耳其新月

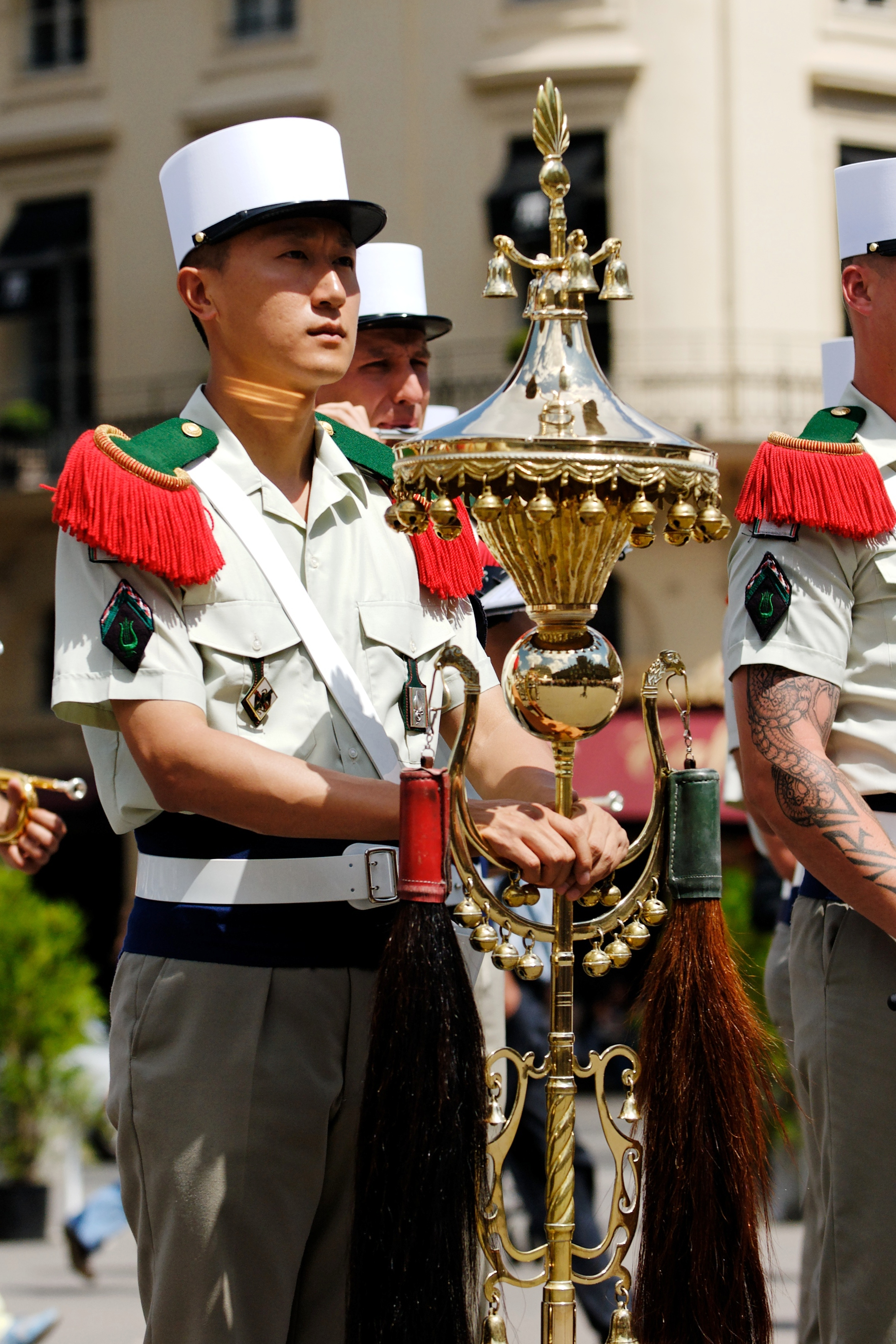
法國外籍兵團樂隊裡的「中國帽」

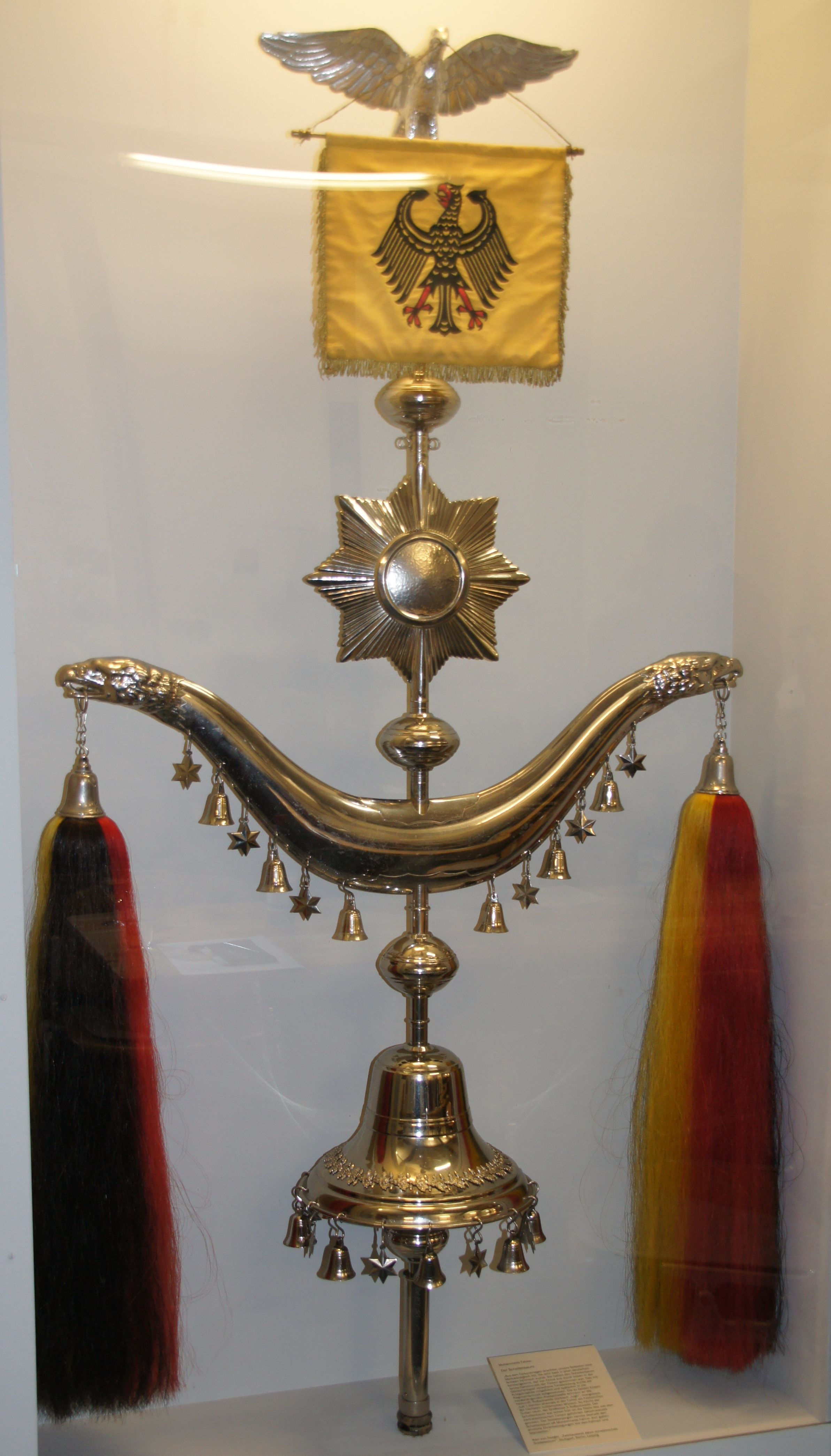
博物館中的德國聯邦國防軍「鈴鐺樹」

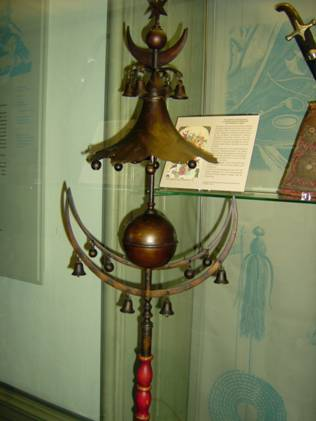
德國博物館裡的土耳其新月

土耳其新月（英語：Turkish crescent），又稱鈴鐺樹（德語：Schellenbaum）、中國帽（法語：Chapeau chinois）或中國涼亭（法語：pavillon chinois）、小鈴笠、土耳其月牙鈴，是使用於軍樂隊的一種打擊樂器。有一个饰以伞盖的杆及月牙形和其他样式的顶部，其上挂满小鈴和叮当响的金属片，常用马尾盖在顶上。它可能源于中亚细亚巫师的权杖，在某些情況下，它也可以作為戰爭的獎勵品或榮譽象徵。

## 應用於音樂作品
- 約瑟夫·海頓用於《交響曲第100號》（1794年）。
- 貝多芬據說曾用於《第9號交響曲》。[1][2]
- 埃克托·白遼士用於《葬禮與凱旋交響曲（英语：Grande symphonie funèbre et triomphale）》（1840年）
- 約翰·菲利普·蘇沙的《神秘神殿的貴族》（Nobles of the Mystic Shrine，1923年）也有用到。[3]

## 外部連結
- 《土耳其古代禁卫军乐队》，中土文化及信息交流中心 （页面存档备份，存于）
- Photos of Military Museum (Asker Muzesi), Istanbul （页面存档备份，存于）